# Kameralamt Bietigheim
Das Kameralamt Bietigheim war eine Einrichtung des Königreichs Württemberg, die im Amtsbezirk Besitz und Einkommen des Staates verwaltete. Es bestand von 1806 bis 1922 in Bietigheim. Das Kameralamt wurde im Rahmen der Neuordnung der Staatsfinanzverwaltung im Königreich Württemberg geschaffen.

## Geschichte
Gemäß Erlass vom 18. Oktober 1810 wurden die Kameralämter Bietigheim und Besigheim vereinigt.
Gemäß Verordnung vom 1. Juni 1819 wurde vom Kameralamt Bietigheim der Ort Gündelbach mit dem Steinbacher Hof an das Kameralamt Maulbronn abgetreten.
Laut Verfügung des Finanzministeriums vom 22. März 1837 hat das Kameralamt Bietigheim vom Kameralamt Großbottwar die zum Oberamtsbezirk Besigheim gehörigen Orte Schozach, sodann bezüglich der Staatsgefälle die Hofkammerorte Ilsfeld mit Wüstenhausen, Kaltenwesten (Neckarwestheim) mit Liebenstein, Itzlingerhof und Pfahlhof übernommen. 
Gemäß Verfügung des Finanzministeriums vom 22. April 1841 wurden vom Kameralamtmt Bietigheim an das Kameralamt Vaihingen die Orte Großsachsenheim, Sersheim und Untermberg, sowie bezüglich der Staatsgefälle die dem Hofkameralamt Freudental zugehörigen Orte Hohenhaslach, Horrheim und Kleinsachsenheim abgetreten, wodurch das Kameralamt Bietigheim den Oberamtsbezirk Besigheim vollständig umfasste.